# فلورنتين جيمينيز
فلورنتين جيمينيز (14 مارس 1925 - 11 مارس 2021) كان عازف بيانو وملحن من باراغواي.

## السيرة الشخصية
ولد جيمينيز في يبيكوي مقاطعة باراغوار. في سن المراهقة تعلم العزف على الطبول وأصبح عضوًا في أوركسترا الموسيقى الشعبية، التي أخرجها سيفيرو روداس. في عام 1945 في سن العشرين تعلم العزف على البيانو وأصبح عازف بيانو في أوركسترا رامون رييس، حيث مكث حتى عام 1947 عندما أجبرته الحرب الأهلية في باراغواي على مغادرة البلاد والاستقرار في الأرجنتين. بعد الحرب عاد إلى باراغواي وشكل أول أوركسترا له إيقاعات أمريكا.
في عام 1950 قام بتشكيل أوركسترا «فلورنتين جيمينيز» المكونة من 14 عضوًا، والتي ضمت المغنين أوسكار إسكوبار وخوان كارلوس ميراندا وكارلوس سنتوريون وخورخي ألونسو. قامت المجموعة بجولات مكثفة في الأرجنتين. خلال هذه الفترة نفسها شكل أوركسترا مخصصة فقط للموسيقى الشعبية.
بسبب احتجاجاته ضد الحكومة، وُصف جيمينيز بأنه شيوعي واعتقل في عام 1953. وسُجن لعدة أشهر. عند إطلاق سراحه وقع عقدًا للعب مع فرقته الموسيقية في أكثر من 80 مدينة برازيلية، لكن الحكومة رفضت السماح له بمغادرة البلاد. في عام 1956 غادر جيمينيز باراغواي.
توفي بسبب كوفيد 19 خلال الجائحة في باراغواي، بعد ثلاثة أيام من عيد ميلاده الـ 96.